# Planck-Weltraumteleskop
Planck (auch Planck Surveyor genannt) war ein Mikrowellen-Weltraumteleskop der ESA zur Erforschung der kosmischen Hintergrundstrahlung.

## Mission
Das 1921 kg schwere Planck-Teleskop wurde zusammen mit dem Infrarotteleskop Herschel durch eine Ariane 5 ECA in den Weltraum gebracht. Der Start erfolgte nach mehrmaliger Verschiebung am 14. Mai 2009 um 13:12 Uhr UTC vom Centre Spatial Guyanais bei Kourou. Nach dem Brennschluss der Oberstufe wurden der Planck-Satellit um 13:40 UTC wenige Minuten nach dem Herschel-Teleskop auf einer hochelliptischen Erdumlaufbahn zwischen 270 und 1.197.080 km Höhe, die 5,99° zum Äquator geneigt ist, ausgesetzt. Von dieser Umlaufbahn aus erreichte der Satellit nach mehreren Bahnmanövern seine Lissajous-Bahn um den Lagrange-Punkt L2 des Erde-Sonne-Systems.
Am 14. August 2013 wurde das Teleskop nach 1554 Tagen Betrieb vom L2-Punkt abgezogen und in eine heliozentrische Bahn gebracht, die sicherstellt, dass es für die nächsten 300 Jahre nicht durch die Erde eingefangen wird. Am 23. Oktober 2013 wurde Planck endgültig abgeschaltet.

## Nutzlast

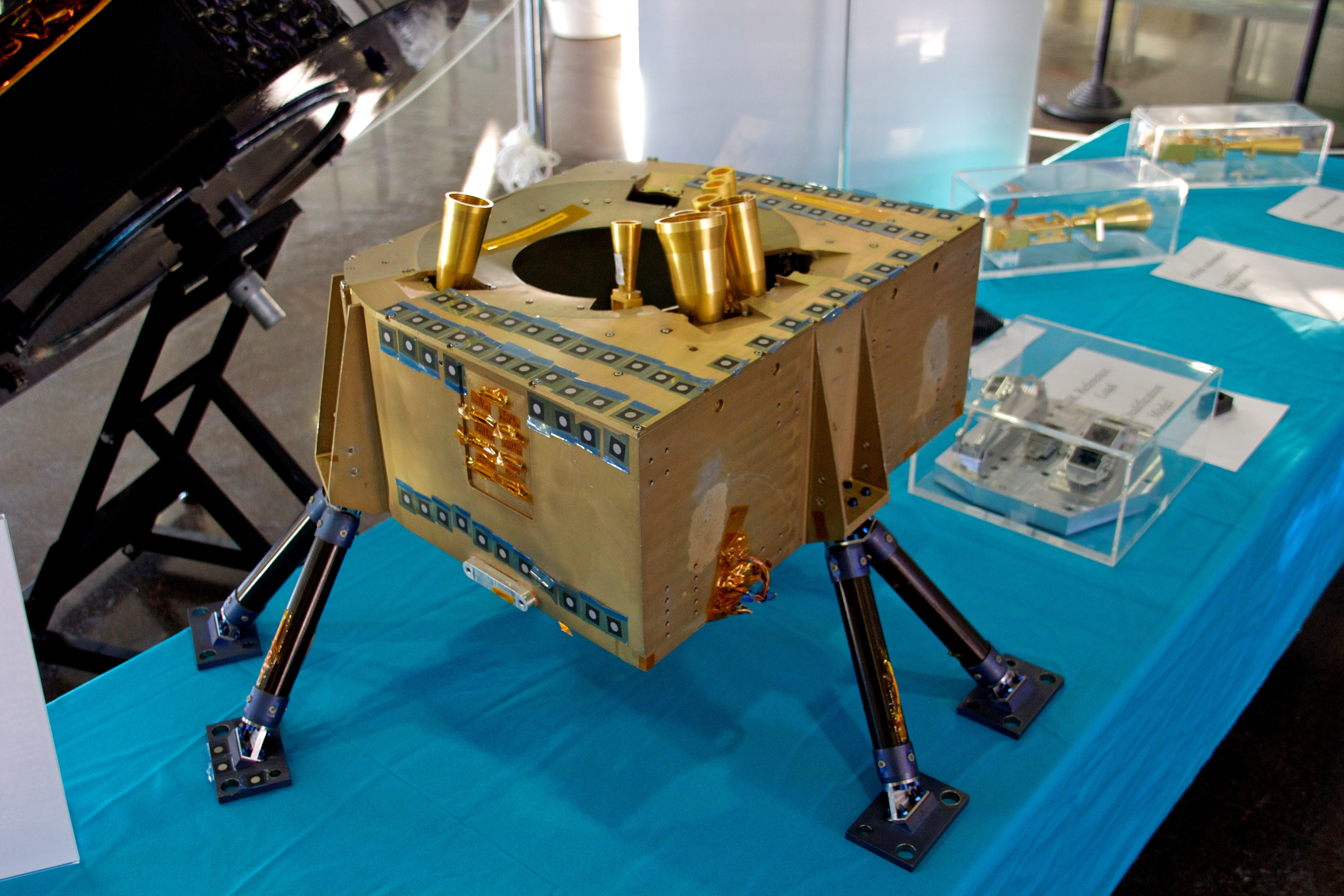
Das Low Frequency Instrument (LFI)

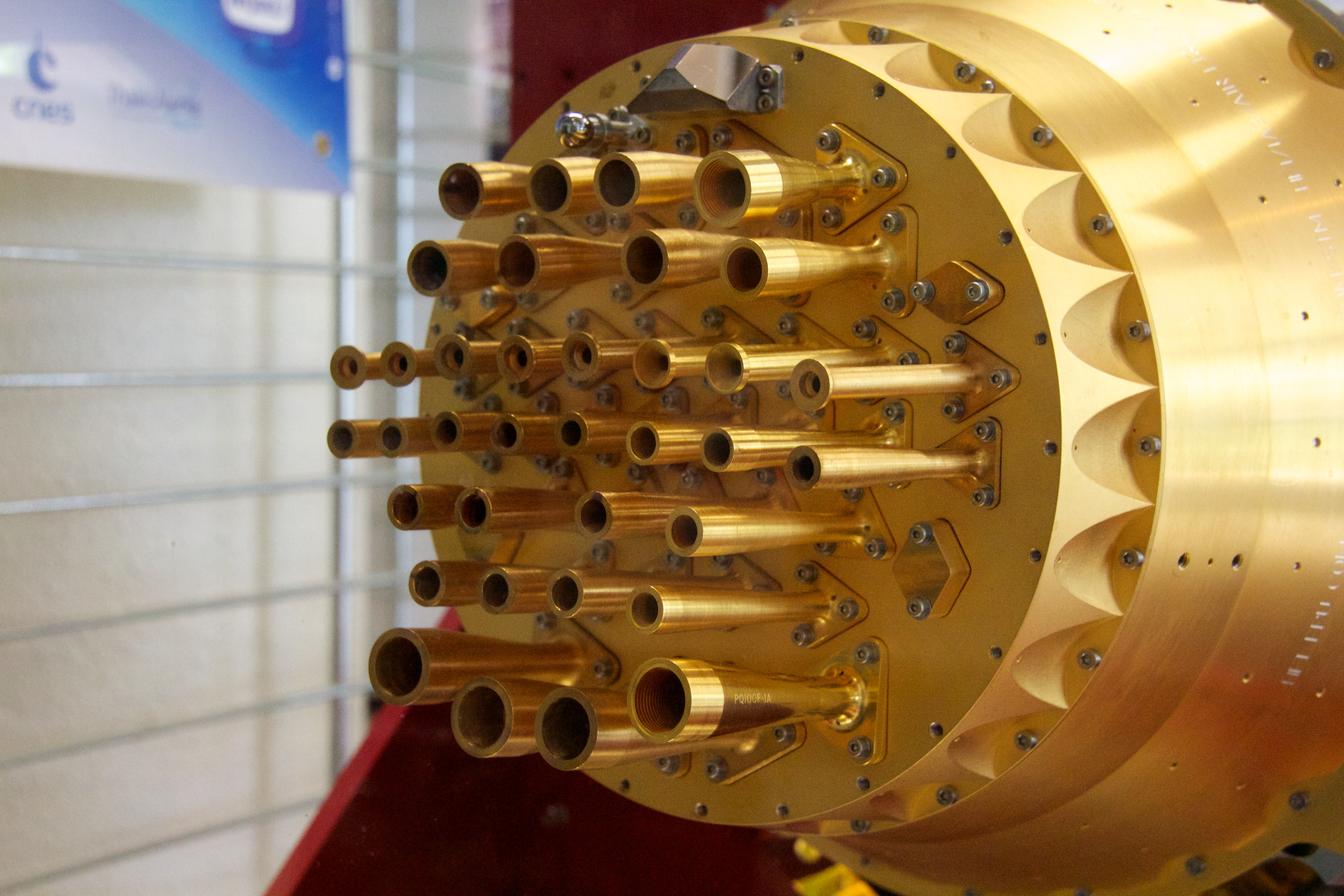
Das High Frequency Instrument (HFI)

Zur Beobachtung der Strahlung besitzt der Satellit zwei verschiedene Instrumente, das „High Frequency Instrument“ (HFI) für den höheren und das „Low Frequency Instrument“ (LFI) für den niedrigeren Frequenzbereich. Diese Instrumente bilden mit den beiden Spiegeln des Satelliten ein Teleskop, das auf einer Kohlenfaserstruktur aufgebaut ist.
Unterhalb des Teleskops befindet sich die im Wesentlichen aus drei Aluminiumsandwichschilden und Glasfaserstützen bestehende Kryostruktur („Cryo Structure“). Sie dient der Optimierung der Wärmeabstrahlung und dem Schutz des Teleskops vor dem warmen Satellitenkörper. Passiv wird so eine Temperatur von etwa 45 K erreicht. Das LFI wurde mit einem Sorptionskühler in einem geschlossenen Wasserstoff-Kreislauf auf 20 K gekühlt. Das HFI wurde zusätzlich durch einen geschlossenen Helium-Kreislauf auf 4 K gekühlt. Durch Mischung von flüssigem Helium-4 und Helium-3 wurden schließlich die Detektoren des HFI auf nur 0,1 K gekühlt, um das Rauschen zu unterdrücken. Dieser Kühlmechanismus des kältesten Teils von Planck ist offen, d. h. das Kühlmittel ging mit der Zeit verloren.

### Low Frequency Instrument
| Frequenz (GHz) | Bandbreite (Δν/ν) | Auflösung (arcmin) | Empfindlichkeit (Gesamtintensität) ΔT/T, 14 Monate Beobachtung (10−6) | Empfindlichkeit (Polarisation) ΔT/T, 14 Monate Beobachtung (10−6) |
| -------------- | ----------------- | ------------------ | --------------------------------------------------------------------- | ----------------------------------------------------------------- |
| 30             | 0,2               | 33                 | 2,0                                                                   | 2,8                                                               |
| 44             | 0,2               | 24                 | 2,7                                                                   | 3,9                                                               |
| 70             | 0,2               | 14                 | 4,7                                                                   | 6,7                                                               |

### High Frequency Instrument
| Frequenz (GHz) | Bandbreite (Δν/ν) | Auflösung (arcmin) | Empfindlichkeit (Gesamtintensität) ΔT/T, 14 Monate Beobachtung (10−6) | Empfindlichkeit (Polarisation) ΔT/T, 14 Monate Beobachtung (10−6) |
| -------------- | ----------------- | ------------------ | --------------------------------------------------------------------- | ----------------------------------------------------------------- |
| 100            | 0,33              | 10                 | 2,5                                                                   | 4,0                                                               |
| 143            | 0,33              | 7,1                | 2,2                                                                   | 4,2                                                               |
| 217            | 0,33              | 5,5                | 4,8                                                                   | 9,8                                                               |
| 353            | 0,33              | 5,0                | 14,7                                                                  | 29,8                                                              |
| 545            | 0,33              | 5,0                | 147                                                                   | –                                                                 |
| 857            | 0,33              | 5,0                | 6700                                                                  | –                                                                 |

## Technische Daten
- Höhe: 4,2 m
- Durchmesser: max. 4,2 m
- Startmasse: 1,921 t
- Hauptspiegeldurchmesser: 1,75 m
- Teleskopmasse: 28 kg
- Kühlflüssigkeit: 1500 l Helium
- Einsatzdauer: 21 Monate (geplant), 29 Monate erreicht (HFI), Teilbetrieb für weitere 7 Monate
- Bahn: Lissajous-Bahn, 0,28 Mio. km × 0,28 Mio. km um L2 Erde-Sonne, danach Kepler-Bahn um die Sonne
- Gesamtkosten: 600 Mio. Euro

## Wissenschaftliche Arbeit

### Geschichte
Das Projekt eines Satelliten zur genauen Untersuchung der kosmischen Hintergrundstrahlung wurde 1996 begründet und entstand in Zusammenarbeit von 40 europäischen und 10 amerikanischen Instituten mit der ESA. Der Satellit diente zur Erkennung der Temperaturfluktuationen der Hintergrundstrahlung im Bereich von einem Millionstel Grad. Er wurde ursprünglich unter dem Namen COBRAS/SAMBA evaluiert und später zu Ehren Max Plancks umbenannt.

### Messung und Auswertung
Am 13. August 2009 wurde mit der regelmäßigen Beobachtung begonnen. Die erste vollständige Aufnahme des Himmels wurde im Juni 2010 fertiggestellt, um jedoch die volle Genauigkeit zu erreichen, war eine Nachbearbeitung nötig. Erste Ergebnisse wurden im Januar 2011 veröffentlicht. Das Kühlmittel für das HFI ging am 16. Januar 2012 zu Ende, das LFI konnte noch für Monate weiter betrieben werden, was insbesondere bessere Kalibrierung der Hochfrequenzdaten ermöglicht. Anstatt der vorgesehenen zwei schaffte Planck sogar fünf komplette Himmelsdurchmusterungen.
Ziel von Planck war eine Kartierung der kosmischen Hintergrundstrahlung parallel in neun Frequenzbereichen zwischen 30 und 857 GHz. Die Winkelauflösung von Planck ist mit Werten zwischen 4 Bogenminuten für die höchsten und 33 Bogenminuten für die niedrigsten Frequenzen wesentlich besser als bei den vergleichbaren früheren Projekten COBE und WMAP.
Gleichzeitig wurde die Vordergrundstrahlung der Milchstraße und Galaxien gemessen. Zur Ermittlung der Hintergrundstrahlung wird die Vordergrundstrahlung subtrahiert. Diese Störeffekte müssen zum einen zur Ermittlung der Hintergrundstrahlung sehr gut bekannt sein, sind aber auch von eigenem wissenschaftlichem Interesse z. B. zum tieferen Verständnis der Sternentwicklung.
Nach Simulationen von Gary Shiu und Bret Underwood von der University of Wisconsin–Madison könnten die Messungen des Planck-Satelliten geeignet sein, die Stringtheorie zu überprüfen.

### Ergebnisse

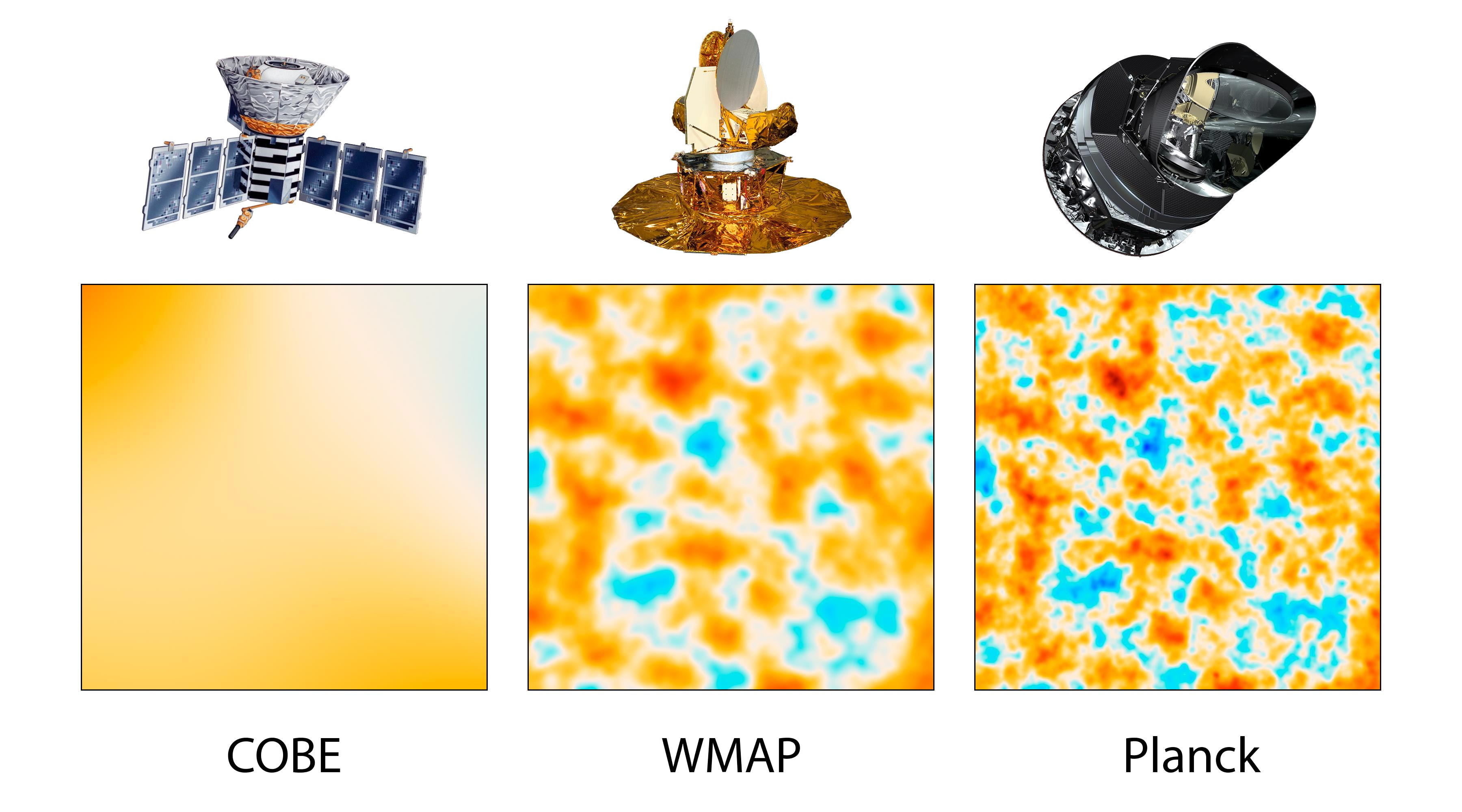
Vergleich der Ergebnisse der Messungen der Hintergrundstrahlung von COBE, WMAP und Planck

Das erste wissenschaftliche Ergebnis war der Early-Release Compact-Source Catalogue, der im Januar 2011 während der Planck Konferenz in Paris vorgestellt wurde.
Am 21. März 2013 wurde ein Teil der Ergebnisse der Planck-Kollaboration in 24 Veröffentlichungen zeitgleich publiziert. Demnach ist z. B. das Alter des Weltalls geringfügig  von 13,7 Milliarden Jahren auf 13,82 Milliarden Jahre erhöht. Auch die neuen Angaben zur Zusammensetzung des Weltalls (Dunkle Materie usw.) wurden quantitativ geändert. Auffällig ist aber eine geringe Asymmetrie der Materieverteilung.
Am 5. Mai 2014 wurde eine Karte des galaktischen Magnetfelds veröffentlicht.
Die endgültige Auswertung erfolgte 2018, was nicht bedeutet, dass die Interpretation der Daten nicht noch verbessert werden könnte. Die ursprünglichen Veröffentlichungen vom 17. Juli 2018 wurden bereits mehrfach durch neue Versionen ersetzt.

### Kosmologische Parameter der Planck-Messungen
Die Kosmologischen Parameter der Messungen des Teleskops sind in der folgenden Tabelle wiedergegeben.
| Parameter                             | Alter des Universums (Mrd. Jahre) | Hubble-Konstante ( km/(Mpc·s) ) | Baryonen-Dichte                  | Dichte Kalte Dunkle Materie      | Dichte Dunkle Energie              | Dichteschwankung bei 8h−1 Mpc | Skalarer Spektralindex | Reionisation Optische Tiefe |
| ------------------------------------- | --------------------------------- | ------------------------------- | -------------------------------- | -------------------------------- | ---------------------------------- | ----------------------------- | ---------------------- | --------------------------- |
| Symbol                                | {\displaystyle t_{0}}             | {\displaystyle H_{0}}           | {\displaystyle \Omega _{b}h^{2}} | {\displaystyle \Omega _{c}h^{2}} | {\displaystyle \Omega _{\Lambda }} | {\displaystyle \sigma _{8}}   | {\displaystyle n_{s}}  | {\displaystyle \tau }       |
| Planck 2018 Best fit                  | 13,797 ± 0,023                    | 67,36 ± 0,54                    | 0,02237 ± 0,00015                | 0,1200 ± 0,0012                  | 0,6847 ± 0,0073                    | 0,8111 ± 0,0060               | 0,9649 ± 0.0042        | 0,0544 ± 0,0073             |
| Planck 2013 Best fit                  | 13,819                            | 67,11                           | 0,022068                         | 0,12029                          | 0,6825                             | 0,8344                        | 0,9624                 | 0,0925                      |
| Planck 68 % Bereich                   | 13,813 ± 0,058                    | 67,4 ± 1,4                      | 0,02207 ± 0,00033                | 0,1196 ± 0,0031                  | 0,686 ± 0,020                      | 0,834 ± 0,027                 | 0,9616 ± 0,0094        | 0,097 ± 0,038               |
| Planck+lensing Best fit               | 13,784                            | 68,14                           | 0,022242                         | 0,11805                          | 0,6964                             | 0,8285                        | 0,9675                 | 0,0949                      |
| Planck+lensing 68 % Bereich           | 13,796 ± 0,058                    | 67,9 ± 1,5                      | 0,02217 ± 0,00033                | 0,1186 ± 0,0031                  | 0,693 ± 0,019                      | 0,823 ± 0,018                 | 0,9635 ± 0,0094        | 0,089 ± 0,032               |
| Planck+WP Best fit                    | 13,8242                           | 67,04                           | 0,022032                         | 0,12038                          | 0,6817                             | 0,8347                        | 0,9619                 | 0,0925                      |
| Planck+WP 68 % Bereich                | 13,817 ± 0,048                    | 67,3 ± 1,2                      | 0,02205 ± 0,00028                | 0,1199 ± 0,0027                  | 0,685 +0,018/−0,016                | 0,829 ± 0,012                 | 0,9603 ± 0,0073        | 0,089 +0,012/−0,014         |
| Planck+WP +HighL Best fit             | 13,8170                           | 67,15                           | 0,022069                         | 0,12025                          | 0,6830                             | 0,8322                        | 0,9582                 | 0,0927                      |
| Planck+WP +HighL 68 % Bereich         | 13,813 ± 0,047                    | 67,3 ± 1,2                      | 0,02207 ± 0,00027                | 0,1198 ± 0,0026                  | 0,685 +0,017/−0,016                | 0,828 ± 0,012                 | 0,9585 ± 0,0070        | 0,091 +0,013/−0,014         |
| Planck+lensing +WP+highL Best fit     | 13,7914                           | 67,94                           | 0,022199                         | 0,11847                          | 0,6939                             | 0,8271                        | 0,9624                 | 0,0943                      |
| Planck+lensing +WP+highL 68 % Bereich | 13,794 ± 0,044                    | 67,9 ± 1,0                      | 0,02218 ± 0,00026                | 0,1186 ± 0,0022                  | 0,693 ± 0,013                      | 0,8233 ± 0,0097               | 0,9614 ± 0,0063        | 0,090 +0,013/−0,014         |
| Planck+WP +highL+BAO Best fit         | 13,7965                           | 67,77                           | 0,022161                         | 0,11889                          | 0,6914                             | 0,8288                        | 0,9611                 | 0,0952                      |
| Planck+WP +highL+BAO 68 % Bereich     | 13,798 ± 0,037                    | 67,80 ± 0,77                    | 0,02214 ± 0,00024                | 0,1187 ± 0,0017                  | 0,692 ± 0,010                      | 0,826 ± 0,012                 | 0,9608 ± 0,0054        | 0,092 ± 0,013               |

Quellen:

## Anmerkung
1. Nach den Daten des PLANCK-Weltraumteleskops (ESA, 21. März 2013) ergeben sich im Vergleich zu WMAP leicht korrigierte Werte: Sichtbare Materie: 4,9 %, Dunkelmaterie: 26,8 %, Dunkle Energie: 68,3 %, Alter des Weltalls: 13,82 Milliarden Jahre, Planck reveals an almost perfect Universe, abgerufen am 9. Okt. 2013
2. Nach den Daten des PLANCK-Weltraumteleskops (ESA, 21. März 2013) ergeben sich im Vergleich zu WMAP leicht korrigierte Werte: Sichtbare Materie: 4,9 %, Dunkelmaterie: 26,8 %, Dunkle Energie: 68,3 %, Alter des Weltalls: 13,82 Milliarden Jahre, Planck reveals an almost perfect Universe, abgerufen am 9. Okt. 2013
3. ↑  Nach den Daten des PLANCK-Weltraumteleskops (ESA, 21. März 2013) ergeben sich im Vergleich zu WMAP leicht korrigierte Werte: Sichtbare Materie: 4,9 %, Dunkelmaterie: 26,8 %, Dunkle Energie: 68,3 %, Alter des Weltalls: 13,82 Milliarden Jahre, Planck reveals an almost perfect Universe, abgerufen am 9. Okt. 2013